# Vipperød
Vipperød is een plaats in de Deense regio Seeland, gemeente Holbæk, en telt 2353 inwoners (2008).